# Aspidimerus ruficrus

Aspidimerus ruficrus  (лат.) — вид жуков рода Aspidimerus из семейства божьих коровок (Coccinellidae Latreille) (триба Aspidimerini, Scymninae). Юго-Восточная Азия.

## Распространение
Юго-Восточная Азия: Вьетнам, Китай, Мьянма.

## Описание
Мелкие жесткокрылые насекомые с овальной выпуклой сверху формой тела, длина тела от 3,75 до 4,00 мм; ширина от 3,00 до 3,25 мм. Голова мелкая, более чем в 2 раза (0,43) меньше ширины надкрылий. Скутеллюм и пронотум чёрные. Надкрылья жёлтые с чёрной каёмкой и с 3 чёрными пятнами. Голова желтовато-коричневая с чёрными глазами. Нижняя часть тела красновато-коричневые, кроме жёлтых ног. Жгутик усика состоит из 8 или 9 члеников. Скутеллюм субтреугольный. Общая высота от высшей точки надкрылий до метавентрита (TH): от 1,55 до 1,65 мм, соотношение общей длины тела к наибольшей ширине (TL/TW): от 1,23 до 1,25; соотношение длины пронотума от среднего переднего края до основания пронотума к ширине пронотума в наиболее его широкой части (PL/PW): от 0,54 до 0,56; соотношение длины надкрылий (от вершины до основания включая скутеллюм) к их ширине (EL/EW): от 0,98 до 1,00. От других видов рода (например, от Aspidimerus mouhoti) отличается деталями строения гениталий и окраской. Вид был впервые описан в 1895 году, а в 2013 году группой китайских энтомологов (Lizhi Huo, Xingmin Wang, Xiaosheng Chen, Shunxiang Ren; Engineering Research Center of Biological Control, Ministry of Education; College of Natural Resources and Environment, South China Agricultural University, Гуанчжоу, Китай) с ним был синонимизирован таксон Cryptogonus blandus Mader, 1954.